# 若桜町営バス

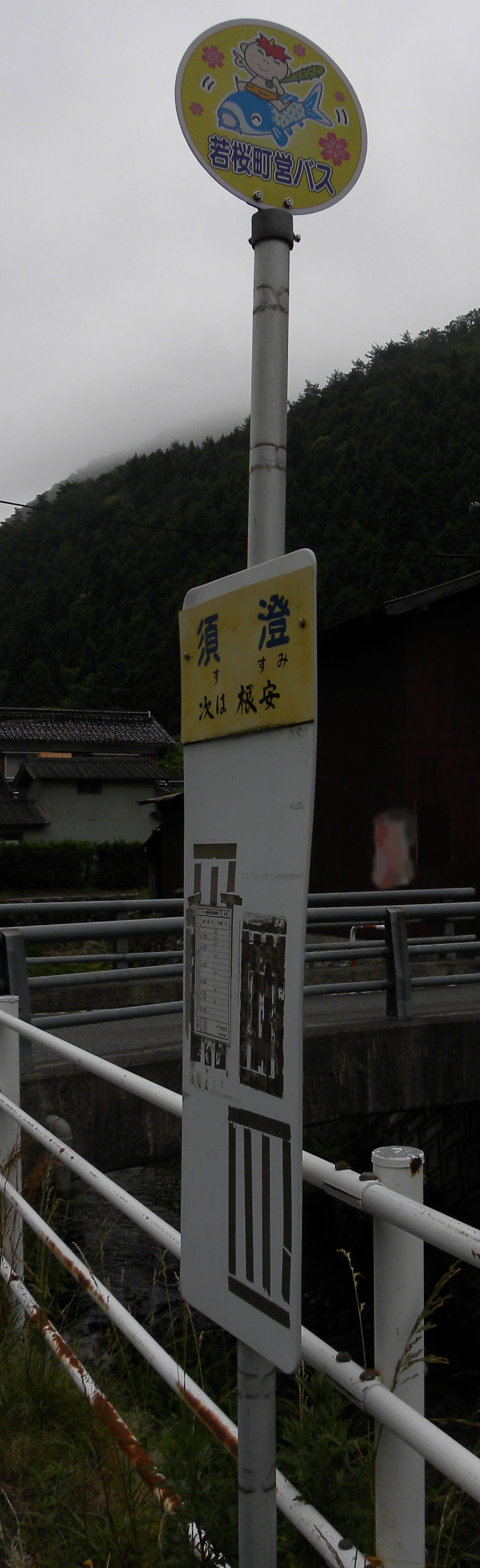
町営バスのバス停

若桜町営バス（わかさちょうえいバス）は、鳥取県八頭郡若桜町で運行するコミュニティバス。愛称はおにっ子バス。
自家用自動車（白ナンバー）による有償運送路線で、運行は鳥取自動車（鳥タク、日本交通の子会社）に委託している。

## 特徴
- 料金は大人100円、小学生・障害者等50円の均一制となっている。
- 定期券・回数券の設定もある。
- なお、他社の一般路線の乗車券類は使用できない。
- 運行は鳥取自動車（鳥タク、日本交通の子会社）に委託している。

## 歴史
- 2010年（平成22年）4月1日 - 鳥取自動車が運行していた若桜町内のクローバーバス3路線の廃止に伴い、そのうち2路線（落折吉川線・舂米線）を引き継ぎ、運行開始。なお、残る1路線（諸鹿線）はワーカーズコープゆいまぁる（過疎地有償運送）が運行。
- その後、1路線（諸鹿線）も若桜町営バスによる運行となった。

## 路線

### 一般路線
詳細な運行案内は#外部リンクの町営バス時刻表を参照のこと。
- 落折吉川線
  - （ドリーミー -）若桜駅 - 若桜駅前 - 若桜車庫 - 舂米口 - （若桜学園前） - 岩屋堂 - （吉川） - 岩屋堂 - 農協前 - 中原 - 小船 - 落折
- 舂米（）線
  - 若桜駅 - 若桜駅前 - 若桜車庫 - 舂米口 - （若桜学園前） - 舂米 - 氷ノ山スキー場 （- 氷ノ山ふれあいの里）
    - 氷ノ山スキー場 - 氷ノ山ふれあいの里間は4月1日 - 11月30日のみ運行。
- 諸鹿（）線
  - 若桜駅 - （若桜駅前 - 若桜学園前） - あかまつ団地 - 赤松 - 諸鹿
    - 休日運休。若桜学園前経由便（あかまつ団地・赤松発着便のみ）は土曜・休日運休。
- 諸鹿線（若桜町立若桜学園専用スクールバス）
  - 赤松 → あかまつ団地 → 若桜学園前
    - 土曜・休日運休。

## 運行車両
- 日野・ポンチョ
- 日野・リエッセ
- いすゞ・ジャーニーJ
- 三菱ふそう・ローザ

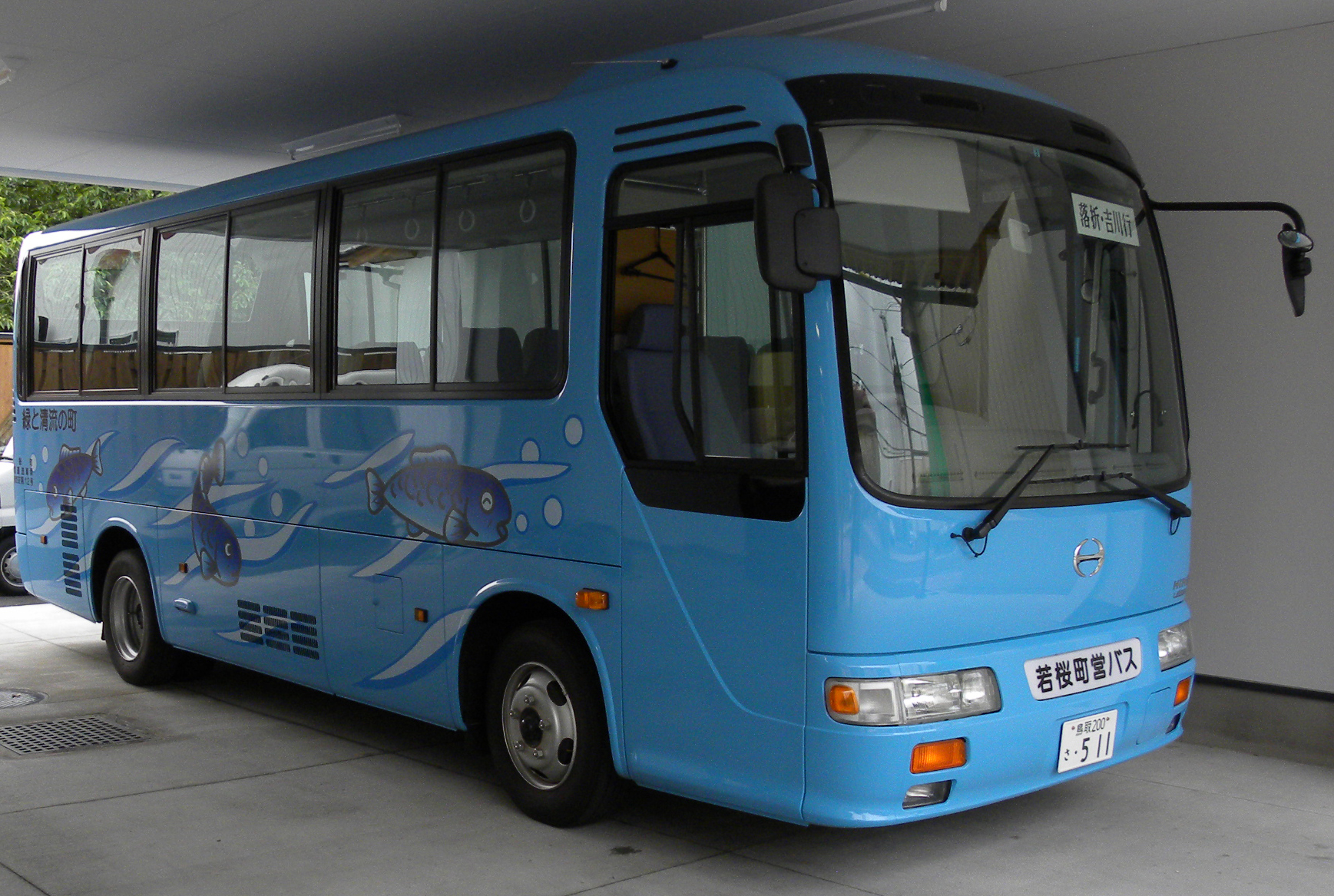
日野・リエッセ （2010年6月）
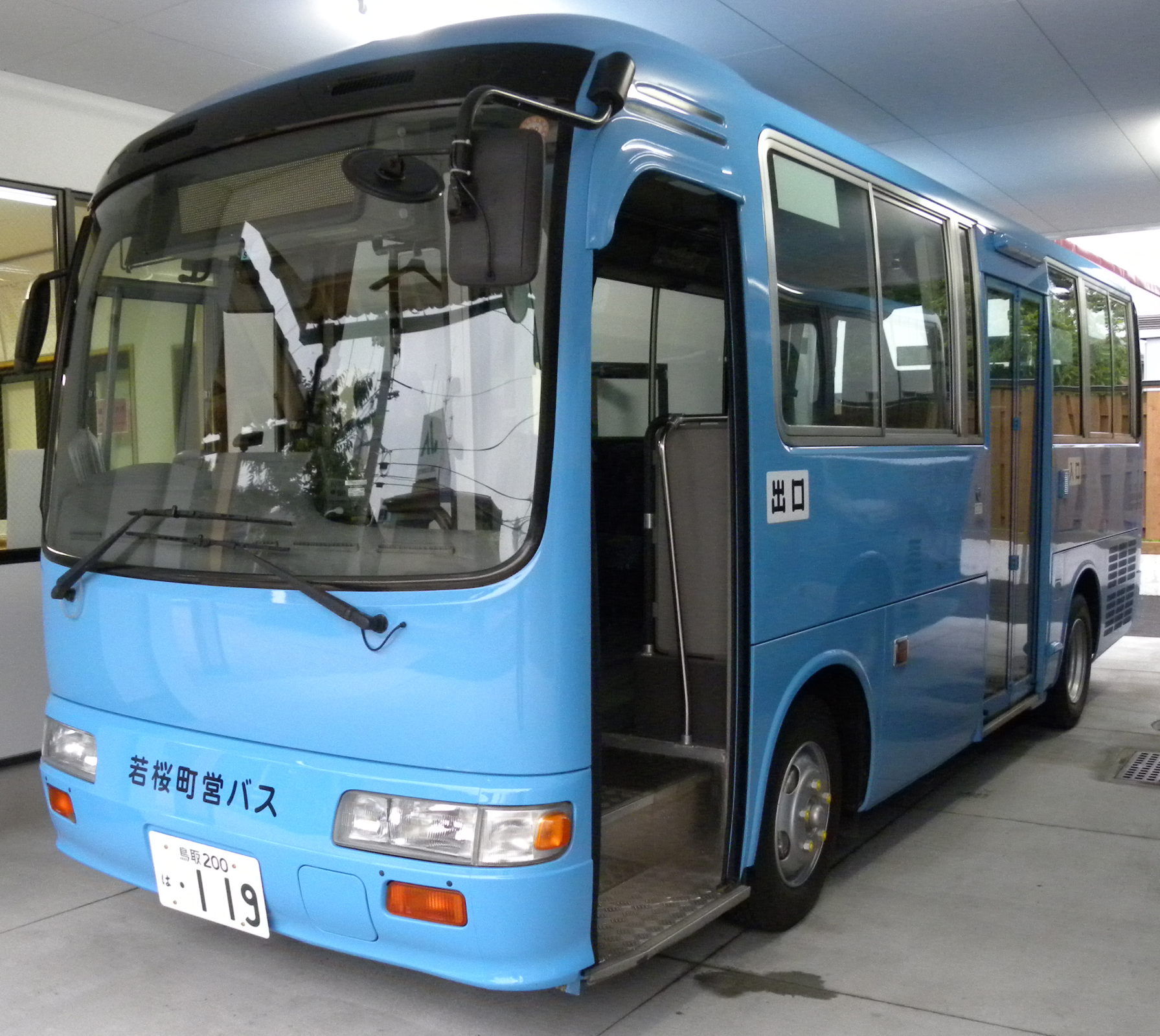
いすゞ・ジャーニーJ（2010年6月）